# Péter Nádas
Péter Nádas född 14 oktober 1942 i Budapest, är en ungersk författare. Han slog igenom internationellt med romanen Minnesanteckningarnas bok från 1986, som vann Prix du Meilleur Livre Étranger i Frankrike, och som den amerikanska kritikern Susan Sontag kallade för "den största romanen skriven i vår tid, och en av århundradets stora böcker".

## Biografi
Han föddes i Budapest som son till László Nádas och Klára Tauber. Efter den nazistiska Pilkorsrörelsens maktövertagande den 15 oktober 1944 flydde Klára Tauber med sin son till Bačka och Novi Sad, men återvände till huvudstaden strax innan slaget om Budapest startade. Péter Nádas överlevde tillsammans med sin mor slaget i en lägenhet som tillhörde hans farbror, journalisten Pál Aranyossi. 
Trots att hans föräldrar var illegala kommunister under andra världskriget så döptes deras söner Péter och Pál i den reformerade kalvinistiska kyrkan. Hans mor avled när han var 13 år gammal. 1958 anklagades hans far för förskingring. Han frikändes av domstol från alla anklagelser, men begick därefter självmord, vilket medförde att Nádas blev föräldralös vid 16 års ålder. Magda Aranyossi tog därefter hand om de två barnen.
Under en kort period studerade han kemi. Han arbetade därefter som journalist vid magasinet Pest Megyei Hírlap åren 1965 till 1969. Han arbetade även som dramatiker och fotograf. Efter 1969 fick han skrivförbud och kunde först 1977 ge ut sin första, delvis självbiografiska roman, Egy családregény vége (Slutet på en familjeroman, 1979). På 1970-talet vistades han i Öst- och Västberlin och skrev därefter en rad dramer.
Richard Swartz skriver om ett möte med Nadas där denne berättade att han efter östblockets fall fått reda på att det ungerska författarförbundet hade bokfört honom som medlem i kommunisternas ungdomsförbund, trots att han aldrig varit medlem. Detta fick han reda på efter att ha tagit del av Stasiarkivet. 
1990 gifte han sig med Magda Salamon, som han hade bott ihop med sedan 1962. 1984 flyttade de till Gombosszeg i västra Ungern, där de har bott sedan dess.
2022 tilldelades Péter Nádas Berman Literature Prize för sin roman Illuminerade detaljer (2017, Del 1, på svenska 2022) där han, enligt juryns motivering "med knivskarp iakttagelseförmåga och bedövande konstnärlig lyskraft visar att en enskild människas liv kan rymma ett mikrokosmos som i varje ögonblick och detalj vrider sig utåt mot 1900-talets större universum av förluster och katastrofer".

## Verk
Efter att ha givit ut novellsamlingar, gav han ut sin första roman Slutet på en familjeroman 1977. 
Han publicerade sin andra roman, Minnesanteckningarnas bok, 1986 (på svenska 1994). Det tog Nádas elva år att skriva denna bok. I denna roman beskriver Nádas världen som ett system av relationer som länkar människor till varandra. Han undersöker, med bakgrund i den europeiska kulturens historia, upplösningen av personligheten och möjligheten att trots detta finna mening i världen. 
2005 gav han ut en roman i tre volymer, Parallella historier. Denna roman består av ett flertal oberoende historier som smälts ihop till en berättelse. Det tog Nádas arton år att färdigställa boken. Handlingen är uppbyggd runt två familjers historia: En av familjerna — Lippay-Lehr, är ungersk, den andra familjen — Döhring, är tysk. Dessa två huvudspår länkas ihop genom händelser och personer. Den utgavs år 2012.

### Utgivet på svenska
- Slutet på en familjeroman (Egy családregény vége) (översättning Maria Ortman, Fripress, 1979)
- Minnesanteckningarnas bok (Emlékiratok könyve) (översättning Ervin Rosenberg, Bonnier Alba, 1994)
- Minotauros: berättelser (novellurval) (översättning Ervin Rosenberg, Bonnier, 2003)
- Egen död (Saját halál) (översättning Ervin Rosenberg, Rámus, 2009)
- Fotograferingens vackra historia (A fotográfia szép története) (översättning Ervin Rosenberg, Rámus, 2011)
- Parallella historier. Del 1-3 (Párhuzamos történetek) (översättning Maria Ortman, Bonnier, 2012-2013)
- Illuminerade detaljer. Del 1 (Világló részletek – Emléklapok egy elbeszélő életéből) (översättning Daniel Gustafsson, Bonnier, 2022)
- Illuminerade detaljer. Del 2 (Világló részletek – Macellina Feláldozása) (översättning Daniel Gustafsson och Péter Tóth, Bonnier 2022)